# Барбара Мак-Клінток
Барбара Мак-Клінток (англ. Barbara McClintock; 16 червня 1902, Гартфорд, Коннектикут — 2 вересня 1992, Гантінгтон, Нью-Йорк) — американська вчена-цитогенетик, лауреатка Нобелівської премії з фізіології й медицині за відкриття мобільних елементів геному, таких як транспозони. Упродовж своєї кар'єри Мак-Клінток займалася головним чином дослідженням цитогенетики кукурудзи.
Розробила метод візуалізації хромосом клітин кукурудзи і, застосувавши мікроскопічний аналіз, зробила чимало фундаментальних відкриттів у цитогенетці, у їх числі — рекомбінація спадкової інформації в результаті кросинговеру («перехрещення» та обміну ділянками хромосом) під час мейозу. Склала першу генетичну карту кукурудзи, описавши фізичні властивості ділянок хромосом, показала роль теломер та центромер (ділянок хромосом, задіяних у збереженні генетичної інформації), провела численні дослідження з цитогенетики і етноботаніки південноамериканських видів кукурудзи, розробила теорію, що пояснює репресію і експресію генетичної інформації при передачі від одного покоління до іншого на прикладі кукурудзи. 1951 року Мак-Клінток відкрила транспозони. Її роботи отримали визнання в 1960-70-ті роки, коли був вивчений механізм регуляції генів, відкритої Мак-Клінток у 1940-ті роки. 1983 року Мак-Клінток удостоїли Нобелівської премії з фізіології і медицини з формулюванням «За відкриття мобільних генетичних елементів».

## Біографія
Барбара Мак-Клінток народилася в Гартворді, штат Коннектикут, і була однією з чотирьох дітей Генрі та Сари Генді Мак-Клінток. 1908 року родина переїхала до Нью-Йорку. Барбара закінчила середню школу Еразмус-Холл 1919 року.
Здобула ступінь бакалавра з ботаніки в Корнелльському університеті 1923 року. 1927 року там же отримала ступінь доктора філософії з ботаніки.
Жінки тоді не могли спеціалізуватися в генетиці, але вона потрапила до маленької групи, яка вивчала цитогенетику кукурудзи. Підтримана стипендіями від Національної дослідницької ради США, Фундації Гуггенгайма та інших, вона працювала в Корнелльському університеті, Університеті Міссурі, Каліфорнійському технологічному інституті, а також 6 місяців протягом 1933—1934 років у Німеччині, звідки їй довелося виїхати достроково через політичну напругу в Європі.
1936 року вона перейшла до Університету Міссурі на посаду професора-асистента (доцента) на запрошення Льюїса Стадлера. Утім 1940 року вона зрозуміла, що не зможе отримати там постійну посаду, а тому звільнилася. У грудні 1941 року Мак-Клінток отримала річний контракт у Інституті Карнегі в Колд-Спрінг-Гарбор, а наступного року перейшла на постійну посаду, яку обіймала до виходу на пенсію 1967 року. Їй присудили премію за видатну службу, а також дозволили працювати в лабораторії пожиттєво.
Барбара Мак-Клінток померла в лікарні Гантінгтон поблизу Колд-Спрінг-Гарбора 2 вересня 1992 року.